# Saint-Nic
Saint-Nic (bretonisch Sant-Vig) ist eine französische Gemeinde im Département Finistère mit 756 Einwohnern (Stand 1. Januar 2022). Sie gehört zum Arrondissement Châteaulin und zum Kanton Crozon.

## Lage
Die Gemeinde liegt im Westen der Bretagne an der Atlantikküste (Bucht von Douarnenez), wobei sich das Ortszentrum etwa zwei Kilometer östlich der Küste befindet. Sie gehört zu der Region Cornouaille und liegt an der südwestlichen Flanke des 330 m hohen Ménez-Hom am Rande des Parc naturel régional d’Armorique und am Beginn der sich westlich erstreckenden Crozon-Halbinsel. Châteaulin liegt 13 Kilometer östlich, Brest 25 Kilometer nordwestlich und Quimper 26 Kilometer südöstlich (Angaben leicht gerundet in Luftlinie).
Der Dolmen von Menez Lié liegt östlich von Saint-Nic.

## Verkehr
Die nächstgelegene Abfahrt an der autobahnähnlich ausgebauten Schnellstraße E 60 (Nantes-Brest) sowie den nächsten Regionalbahnhof an der überwiegend parallel verlaufenden Bahnlinie gibt es bei Châteaulin.
Bei Brest befindet sich der Regionalflughafen Aéroport Brest-Bretagne.

## Bevölkerungsentwicklung
| Jahr                       | 1962 | 1968 | 1975 | 1982 | 1990 | 1999 | 2010 | 2017 |
| Einwohner                  | 957  | 898  | 806  | 728  | 709  | 705  | 737  | 773  |
| Quellen: Cassini und INSEE |      |      |      |      |      |      |      |      |

## Sehenswürdigkeiten
- Passionsfenster in der Kirche St-Nicaise

Siehe auch: Liste der Monuments historiques in Saint-Nic

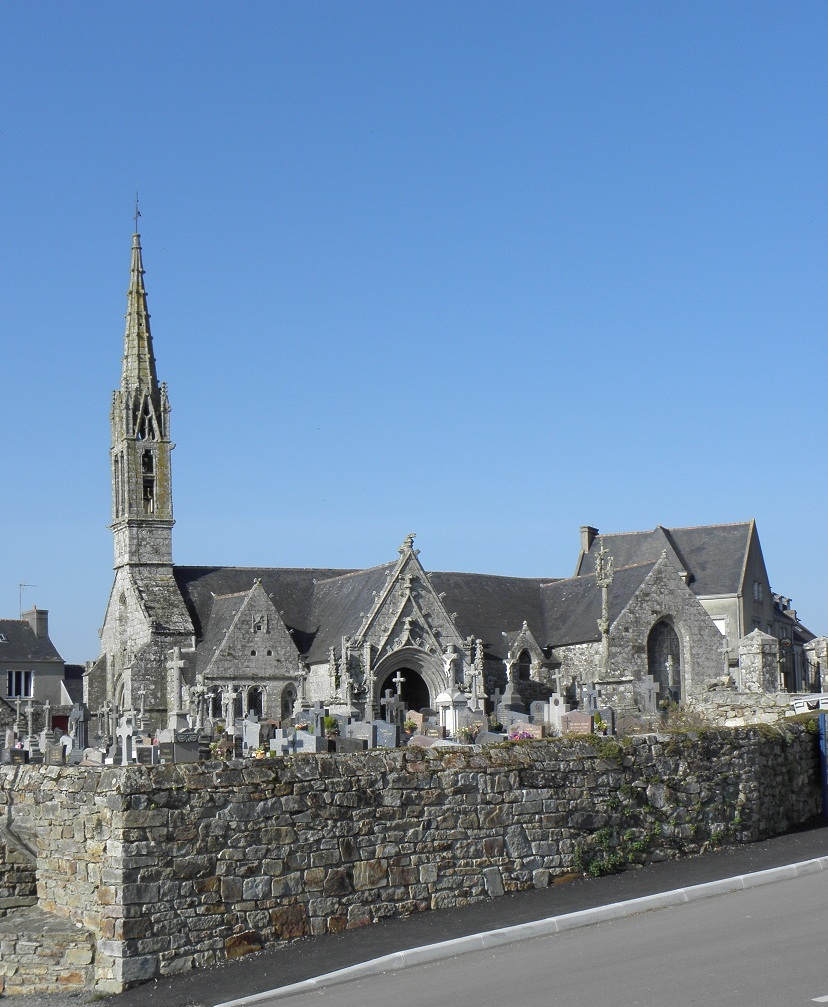
Kirche Saint-Nicaise
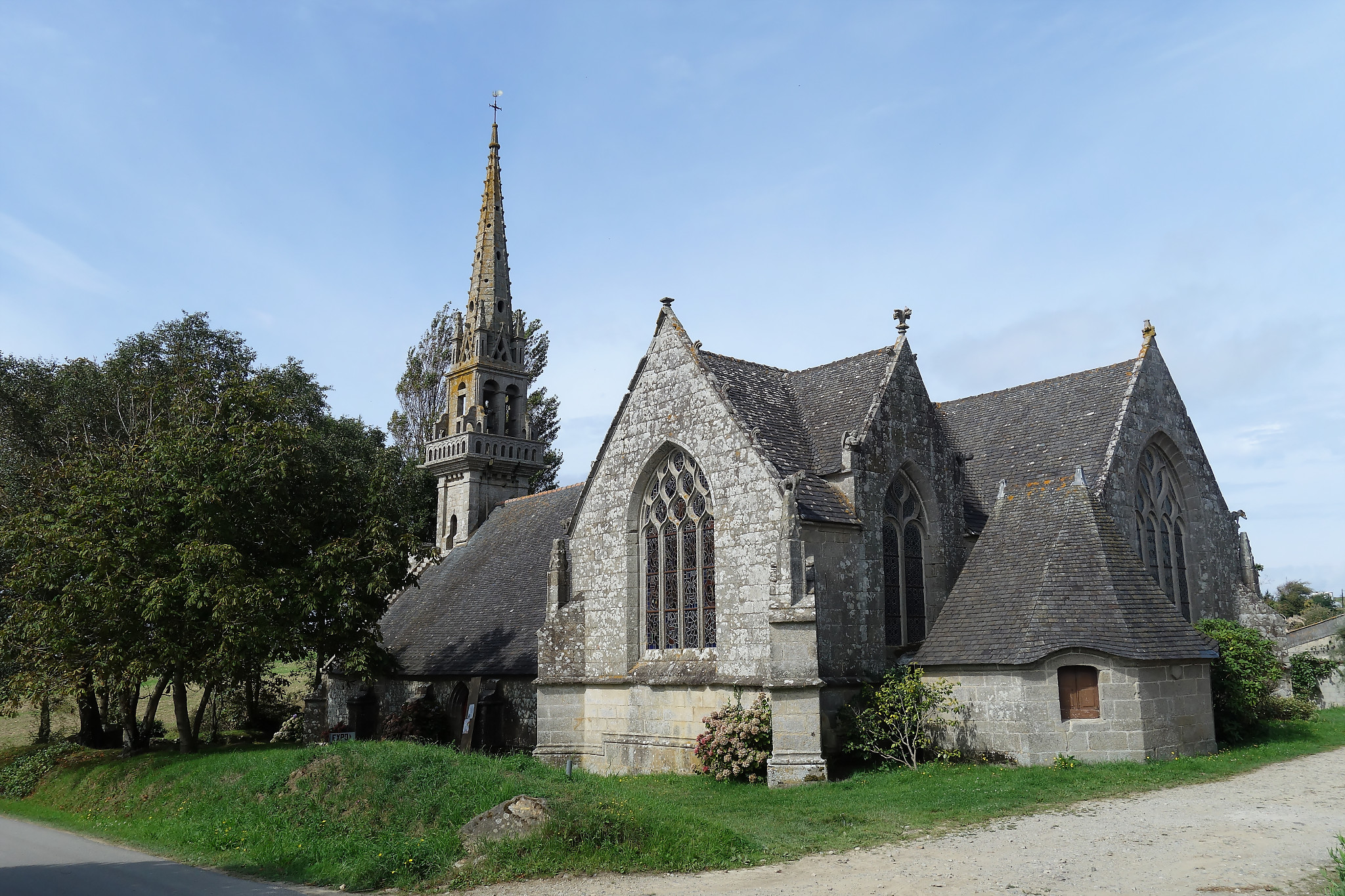
Kapelle Saint-Côme, Monument historique
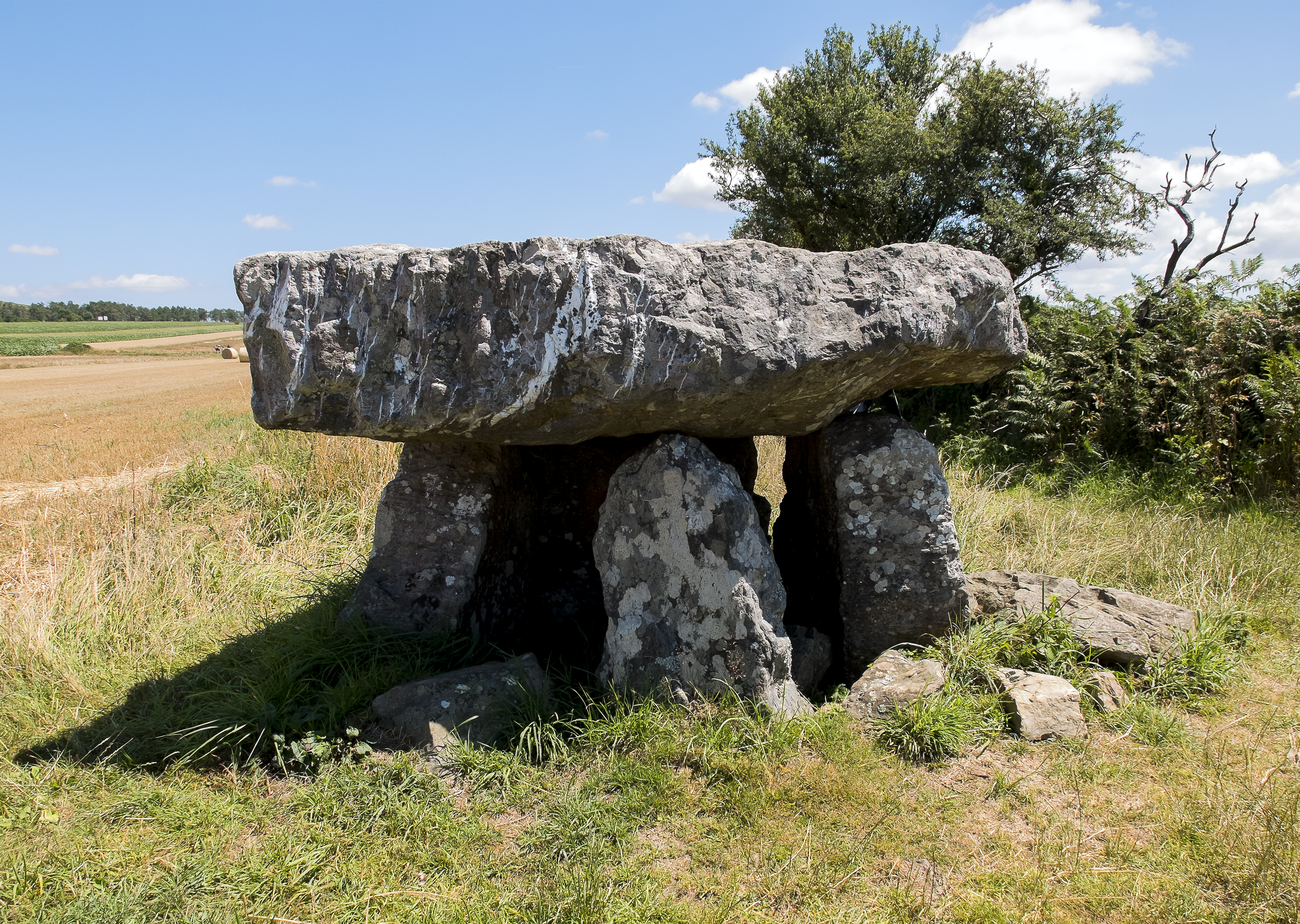
Dolmen Menez Lié
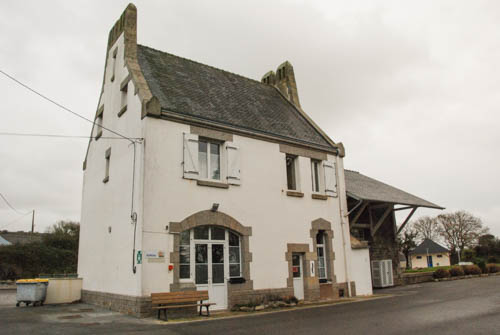
Ehemaliger Bahnhof